# NGC 3928
NGC 3928 este o galaxie activă situată în constelația Ursa Mare. A fost descoperită în 1788 de către William Herschel. Se află la o distanță de 16,9 megaparseci de Pământ.